# 3 op Reis
3 op Reis is een Nederlandstalig reisprogramma, uitgezonden op NPO 3. Het programma bestaat sinds 2007. Vanaf seizoen 13 (2019) wordt hierbij nadrukkelijk rekening gehouden met duurzaamheid.

## Omroep
Het eerste seizoen van het programma was een coproductie tussen LLiNK en de KRO, waarna het tweede en derde seizoen door LLiNK alleen werd uitgezonden. Na de uittreding van LLiNK uit het publieke bestel zette BNN de productie van het programma voort. De omroep stopte het programma Weg met BNN. Sinds de fusie met de VARA wordt het programma uitgezonden door BNNVARA. Sinds het begin van seizoen 17 in 2023 is het programma te zien op de vrijdagavond op NPO 3 rond 20.30 uur. De herhaling is op zondag te zien om 19:45 op NPO 3.

## Seizoenen
Tijdens het eerste seizoen maakte Floortje Dessing een lange reis van Amsterdam naar Bhutan. Verder werd er wekelijks een gastreiziger op pad gestuurd om een eco-bestemming te verkennen. Sebastiaan Labrie bezocht, gedurende dit eerste seizoen namens de KRO, wekelijks een onbekende bestemming in Europa.
In het tweede seizoen maakte Dessing opnieuw een lange reis, dit keer van Amsterdam naar Amsterdam-eiland. Froukje Jansen en Sebastiaan Labrie lieten iedere week, afgewisseld van elkaar, een bereikbare vakantiebestemming zien.
Het derde seizoen werd gepresenteerd door Floortje Dessing, Daphne Bunskoek, Dennis Storm en Sebastiaan Labrie. 
Dessing maakte opnieuw een reis langs de poolcirkel, waarbij ze onder meer IJsland, Alaska en Siberië bezocht. Storm maakte diverse stedentrips en Bunskoek reisde af naar verschillende warme bestemmingen. Sebastiaan Labrie deed slechts drie afleveringen, waarin hij Kaapverdië, Madeira, en Zuid-Afrika bezoekt. Ook zagen de kijkers voor het eerst Nicolette Kluijver als presentatrice. Zij bezocht Parijs en Genève.
Het vierde seizoen is uitgezonden vanaf 13 september 2010 en bestaat uit 27 afleveringen. Dit seizoen werden de reizen opnieuw gemaakt door Floortje Dessing en Dennis Storm, maar werden ook Nicolette Kluijver en Patrick Lodiers aan het programma toegevoegd. Voor het eerst kwam het reisprogramma geheel in de handen van BNN terecht na het wegvallen van omroep LLiNK. In dit seizoen bezocht Floortje Dessing eilanden over de hele wereld waaronder de Malediven, Nicolette Kluijver maakte een lange treinreis door Europa, Patrick Lodiers bezocht gebieden waar in het verleden veel onrust is geweest en Dennis Storm bezocht de hipste plekken ter wereld.
In het vijfde seizoen 3 op Reis hebben Floortje Dessing, Nicolette Kluijver, Dennis Storm en Patrick Lodiers opnieuw reizen gemaakt voor BNN. Floortje Dessing maakte de langste roadtrip ooit: vanuit Nederland reed ze via Oost-Europa, Rusland, Mongolië en China naar het land waar vrijwel niemand inkomt: Noord-Korea. Nicolette Kluijver bezocht bekende plekken rondom de Middellandse Zee. De zonnige bestemmingen, waaronder Barcelona, Mallorca, Ibiza en Corsica, werden door Nicolette door een budget-bril bekeken. Storm ging onder andere naar Hongkong en de Verenigde Staten en maakte een lange zoektocht naar de cowboy, hippie en urban lifestyle. Patrick Lodiers reisde naar landen met een onrustig verleden, waaronder Rwanda, Baskenland en El Salvador. Het vijfde seizoen startte op 4 september 2011. Op 29 april 2012 was de laatste reguliere aflevering van seizoen 5, waarin de finale van de lange reis van Floortje Dessing te zien was.
Van september 2012 tot april 2013 was het zesde seizoen van 3 op Reis te zien. Het oorspronkelijke reisplan van Floortje Dessing was om via Japan en de Filipijnen naar Australië te reizen, maar ze moest haar reis halverwege wegens ziekte staken. Na een operatie en een aantal maanden rust keerde Floortje in februari 2013 weer terug in het seizoen, ditmaal om kortere trips te maken die in het teken stonden van haar herstel. Dennis Storm bezocht alle landen van de EU en Patrick Lodiers en Nicolette Kluijver maakten kortere trips. Ook Chris Zegers maakte als gastpresentator een aantal reizen, waaronder in de Verenigde Staten en Namibië. Geraldine Kemper ging na 3 op Reis Summertime ook deel uitmaken van het presentatieteam en bezocht onder andere de Caribbean.
Het zevende seizoen begon in september 2013. Floortje Dessing maakte een lange reis van Nederland per containerschip naar New York om daarna door te reizen naar Alaska. Storm maakte verschillende road trips door enkele Europese landen en reist ook naar India. Kemper bezocht enkele festivals en Nicolette Kluijver ging in haar laatste seizoen enkele weekendjes weg. Verder maakten Lodiers en Zegers, die nu vast lid is van het presentatieteam, enkele reizen. Katja Schuurman werd toegevoegd aan het team.
In seizoen acht werd de Belgische Evi Hanssen toegevoegd aan het 3 op Reis-team. Dessing eindigde vorig seizoen in Alaska en zou dit seizoen via China, Centraal-Azië en Iran naar Nederland terugreizen. Storm maakte enkele roadtrips in Europa en Chili en Kemper en Zegers vertrokken naar enkele onontdekte landen als Sri Lanka, Montenegro, Ghana en Colombia.
In het negende seizoen heeft Floortje Dessing het programma verlaten. Sinds 2019 is er een 'groene koers' ingeslagen, waarbij duurzaam reizen wordt aangemoedigd. Zo worden bestemmingen in of in de buurt van Nederland (vanuit Nederland te bereiken zonder vliegtuig) uitgelicht. Ook wordt alle CO2-uitstoot gecompenseerd en wordt de lokale economie gesteund door bijvoorbeeld te overnachten in homestays.
Toen Dzifa Kusenuh op 15 juli 2020 als kandidaat te zien was in De Slimste Mens, werd aldaar bekendgemaakt dat ze presentatrice van 3 op Reis werd. Op 28 augustus 2022 was Jurre Geluk voor het eerst te zien als presentator van 3 op Reis. In 2018 maakte Geluk al een reis voor 3 op Reis Midweek. Op 16 januari 2023 maakte BNNVARA bekend dat er gedurende de volgende zeven weken een culinaire reis van Freddy Tratlehner door Italië wordt uitgezonden.

## Zomeredities

### 3 op Reis Summertime
Van 8 juli 2012 tot eind augustus 2012 was een zomereditie van 3 op Reis te zien met de naam 3 op Reis Summertime. Dit werd gepresenteerd door Dennis Storm en nieuwkomer Geraldine Kemper. Voor de start van het seizoen konden kijkers via de website en Facebook reistips geven over de bestemmingen die de twee presentatoren zouden maken.
Geraldine maakte een tocht door Europa naar de Algarve via onder andere Brussel, Parijs, Bordeaux, Andorra en Sevilla.
Dennis deed verdere bestemmingen over de hele wereld aan: voornamelijk Azië kwam aan bod met onder andere Singapore, Thailand en Dubai, maar ook Cuba en Yucatán werden bezocht.

### 3 op Reis Backpack
Van 1 juni 2015 tot eind augustus 2015 was er wederom een zomereditie van 3 op Reis te zien onder de naam 3 op Reis Backpack. De presentatie was in handen van Geraldine Kemper en nieuwkomer Jan Versteegh. Zij gingen backpackend samen met 18 deelnemers door Europa. Zij gingen langs de "topbestemmingen" van Europa met als eindbestemming Athene. Ze legden totaal ongeveer 6000 kilometer door Europa af. De 18 deelnemers hielden een videodagboek (vlog) bij op de website van 3 op Reis Backpack en de vijf populairste kandidaten mochten uiteindelijk met Geraldine en Jan mee op een 'droomreis', die later dat jaar werd uitgezonden in het reguliere programma 3 op Reis.
Buiten het televisieprogramma om werd via de sociale media en de website ook reisinformatie gegeven.
| Aflevering | Presentatoren                  | Beginbestemming       | Eindbestemming        | Vloggers       |
| ---------- | ------------------------------ | --------------------- | --------------------- | -------------- |
| 1          | Geraldine Kemper Jan Versteegh | Amsterdam             | Brussel               | Marije Sahil   |
| 2          | Geraldine Kemper Jan Versteegh | Brussel               | Parijs                | Sahil Marije   |
| 3          | Geraldine Kemper Jan Versteegh | Parijs                | Niort                 | Clarice Alon   |
| 4          | Geraldine Kemper Jan Versteegh | Niort                 | Bordeaux              | Alon Clarice   |
| 5          | Geraldine Kemper Jan Versteegh | Bordeaux              | Biarritz              | Steljos Tessa  |
| 6          | Geraldine Kemper Jan Versteegh | Biarritz              | Madrid                | Tessa Steljos  |
| 7          | Geraldine Kemper Jan Versteegh | Madrid                | Madrid                | Sterre Joost   |
| 8          | Geraldine Kemper Jan Versteegh | Madrid                | Barcelona             | Joost Sterre   |
| 9          | Geraldine Kemper Jan Versteegh | Barcelona             | La Salvetat-sur-Agout | Martijn Bobbie |
| 10         | Geraldine Kemper Jan Versteegh | La Salvetat-sur-Agout | Marseille             | Bobbie Martijn |
| 11         | Geraldine Kemper Jan Versteegh | Marseille             | Nice                  | Ruby Mick      |
| 12         | Geraldine Kemper Jan Versteegh | Nice                  | Milaan                | Mick Ruby      |
| 13         | Geraldine Kemper Jan Versteegh | Venetië               | Florence              | Lisanne Tim    |
| 14         | Geraldine Kemper Jan Versteegh | Florence              | Rome                  | Tim Lisanne    |
| 15         | Geraldine Kemper Jan Versteegh | Rome                  | Napels                | Sil Amber      |
| 16         | Geraldine Kemper Jan Versteegh | Napels                | Brindisi              | Amber Sil      |
| 17         | Geraldine Kemper Jan Versteegh | Brindisi              | Tripoli               | Michiel Diana  |
| 18         | Geraldine Kemper Jan Versteegh | Tripoli               | Athene                | Diana Michiel  |
| 19         | Jan Versteegh                  | Cartagena             | Barú                  | Ruby           |
| 20         | Geraldine Kemper               | Bangkok               | Chiang Mai            | Tim            |
| 21         | Jan Versteegh                  | Panama-Stad           | Bocas del Toro        | Steljos        |
| 22         | Geraldine Kemper               | Hongkong              | Hongkong              | Bobbie         |
| 23         | Jan Versteegh                  | Floridablanca         | San Gil               | Alon           |

### 3 op Reis Roadtrip
Van 17 juli 2016 tot 28 augustus 2016 werd ook een zomereditie van 3 op Reis uitgezonden onder de naam 3 op Reis Roadtrip. Hierin legden zeven BNN-presentatoren de zeven mooiste routes van Europa af.
| Aflevering | Datum            | Presentator           | Bestemming  |
| ---------- | ---------------- | --------------------- | ----------- |
| 1          | 17 juli 2016     | Evi Hanssen           | Scandinavië |
| 2          | 24 juli 2016     | Jan Versteegh         | Italië      |
| 3          | 31 juli 2016     | Nienke de la Rive Box | Engeland    |
| 4          | 7 augustus 2016  | Filemon Wesselink     | La Palma    |
| 5          | 14 augustus 2016 | Chris Zegers          | Duitsland   |
| 6          | 21 augustus 2016 | Gwen van Poorten      | Malta       |
| 7          | 28 augustus 2016 | Geraldine Kemper      | Roemenië    |

## Presentatie
| Presentator           | Seizoen       | Seizoen       | Seizoen       | Seizoen       | Seizoen       | Seizoen       | Seizoen       | Seizoen       | Seizoen       | Seizoen        | Seizoen        | Seizoen        | Seizoen        | Seizoen        | Seizoen        | Seizoen        | Seizoen        |                |
| Presentator           | 1 (2007-2008) | 2 (2008-2009) | 3 (2009-2010) | 4 (2010-2011) | 5 (2011-2012) | 6 (2012-2013) | 7 (2013-2014) | 8 (2014-2015) | 9 (2015-2016) | 10 (2016-2017) | 11 (2017-2018) | 12 (2018-2019) | 13 (2019-2020) | 14 (2020-2021) | 15 (2021-2022) | 16 (2022-2023) | 17 (2023-2024) | 18 (2024-2025) |
| --------------------- | ------------- | ------------- | ------------- | ------------- | ------------- | ------------- | ------------- | ------------- | ------------- | -------------- | -------------- | -------------- | -------------- | -------------- | -------------- | -------------- | -------------- | -------------- |
| Sebastiaan Labrie     |               |               |               |               |               |               |               |               |               |                |                |                |                |                |                |                |                |                |
| Floortje Dessing      |               |               |               |               |               |               |               |               |               |                |                |                |                |                |                |                |                |                |
| Froukje Jansen        |               |               |               |               |               |               |               |               |               |                |                |                |                |                |                |                |                |                |
| Daphne Bunskoek       |               |               |               |               |               |               |               |               |               |                |                |                |                |                |                |                |                |                |
| Dennis Storm          |               |               |               |               |               |               |               |               |               |                |                |                |                |                |                |                |                |                |
| Nicolette Kluijver    |               |               |               |               |               |               |               |               |               |                |                |                |                |                |                |                |                |                |
| Patrick Lodiers       |               |               |               |               |               |               |               |               |               |                |                |                |                |                |                |                |                |                |
| Chris Zegers          |               |               |               |               |               |               |               |               |               |                |                |                |                |                |                |                |                |                |
| Geraldine Kemper      |               |               |               |               |               |               |               |               |               |                |                |                |                |                |                |                |                |                |
| Katja Schuurman       |               |               |               |               |               |               |               |               |               |                |                |                |                |                |                |                |                |                |
| Evi Hanssen           |               |               |               |               |               |               |               |               |               |                |                |                |                |                |                |                |                |                |
| Maurice Lede          |               |               |               |               |               |               |               |               |               |                |                |                |                |                |                |                |                |                |
| Nienke de la Rive Box |               |               |               |               |               |               |               |               |               |                |                |                |                |                |                |                |                |                |
| Jennifer Hoffman      |               |               |               |               |               |               |               |               |               |                |                |                |                |                |                |                |                |                |
| Dzifa Kusenuh         |               |               |               |               |               |               |               |               |               |                |                |                |                |                |                |                |                |                |
| Jurre Geluk           |               |               |               |               |               |               |               |               |               |                |                |                |                |                |                |                |                |                |
| Freddy Tratlehner     |               |               |               |               |               |               |               |               |               |                |                |                |                |                |                |                |                |                |
| Niek Mulder           |               |               |               |               |               |               |               |               |               |                |                |                |                |                |                |                |                |                |
| Tim Runia             |               |               |               |               |               |               |               |               |               |                |                |                |                |                |                |                |                |                |
| Sahil Amar Aïssa      |               |               |               |               |               |               |               |               |               |                |                |                |                |                |                |                |                |                |

### Zomeredities
| Naam                 | Jaar | Omroep | Presentatie |
| -------------------- | ---- | ------ | --- |
| 3 op Reis Summertime | 2012 | BNN    | Dennis Storm, Geraldine Kemper                                                                                         |
| 3 op Reis Backpack   | 2015 | BNN    | Jan Versteegh, Geraldine Kemper                                                                                        |
| 3 op Reis Roadtrip   | 2016 | BNN    | Evi Hanssen, Jan Versteegh, Nienke de la Rive Box, Filemon Wesselink, Chris Zegers, Gwen van Poorten, Geraldine Kemper |

## Galerij

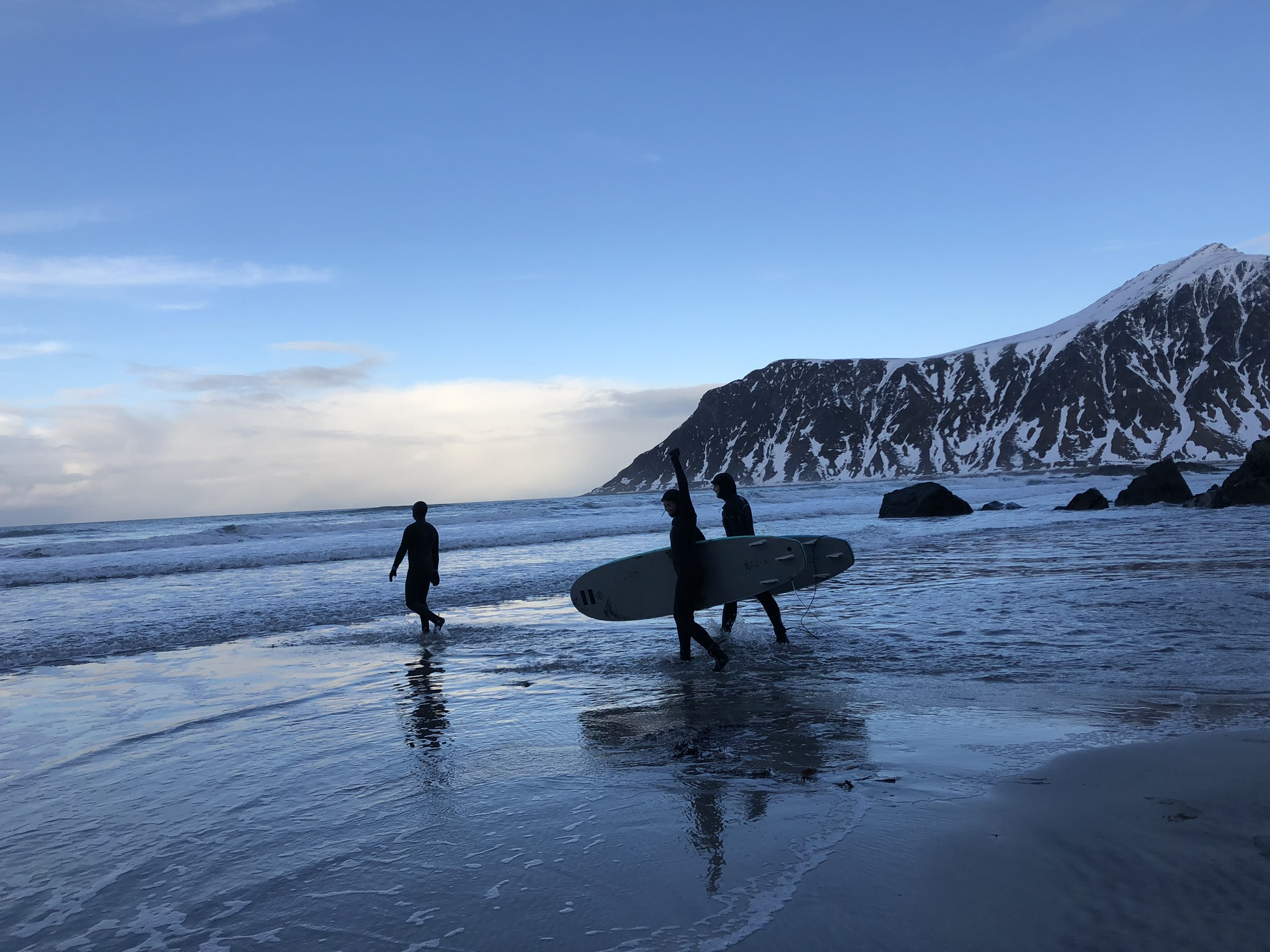
IJssurfen op de Lofoten.
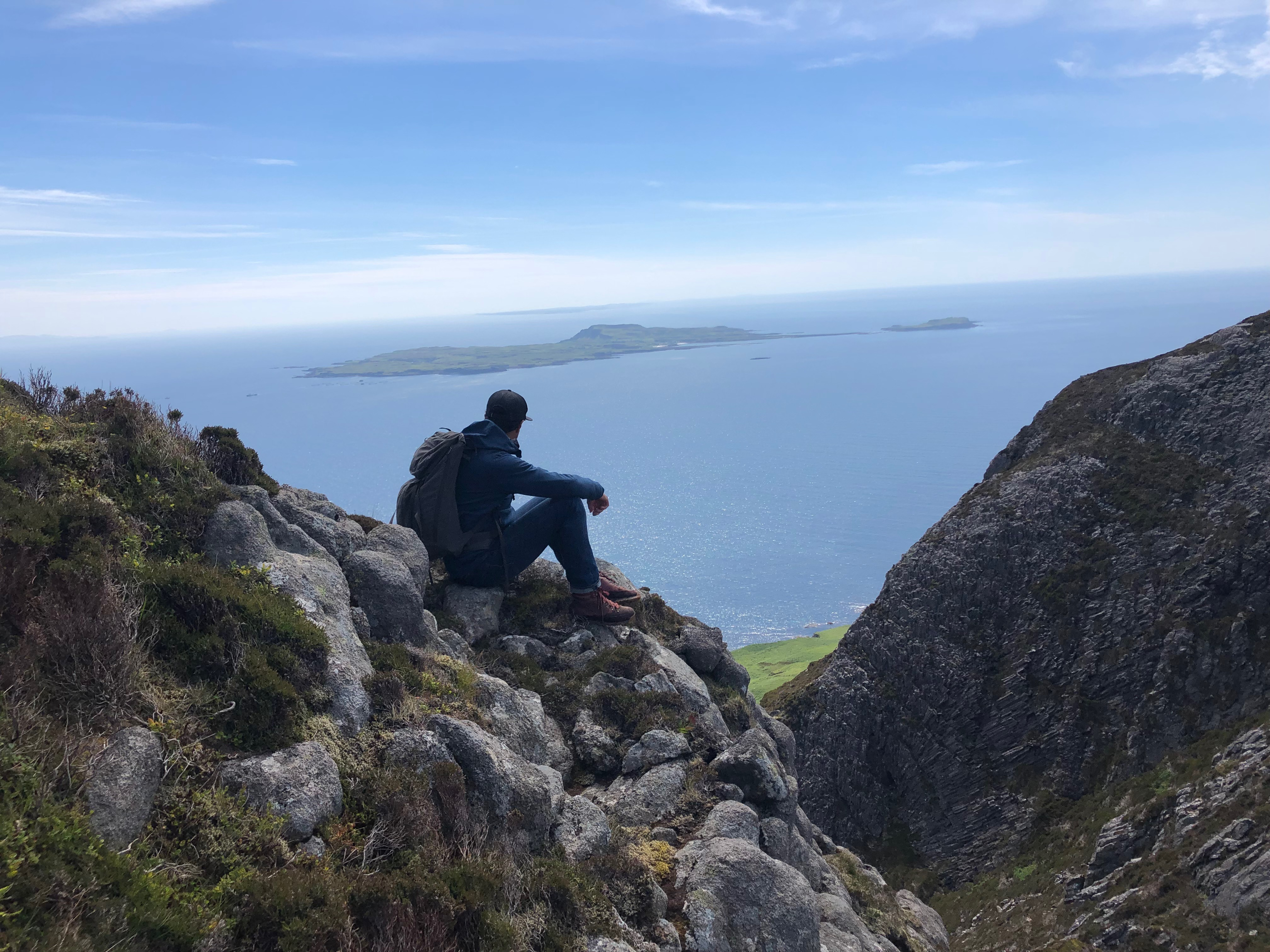
Maurice Lede op Isle of Egg.
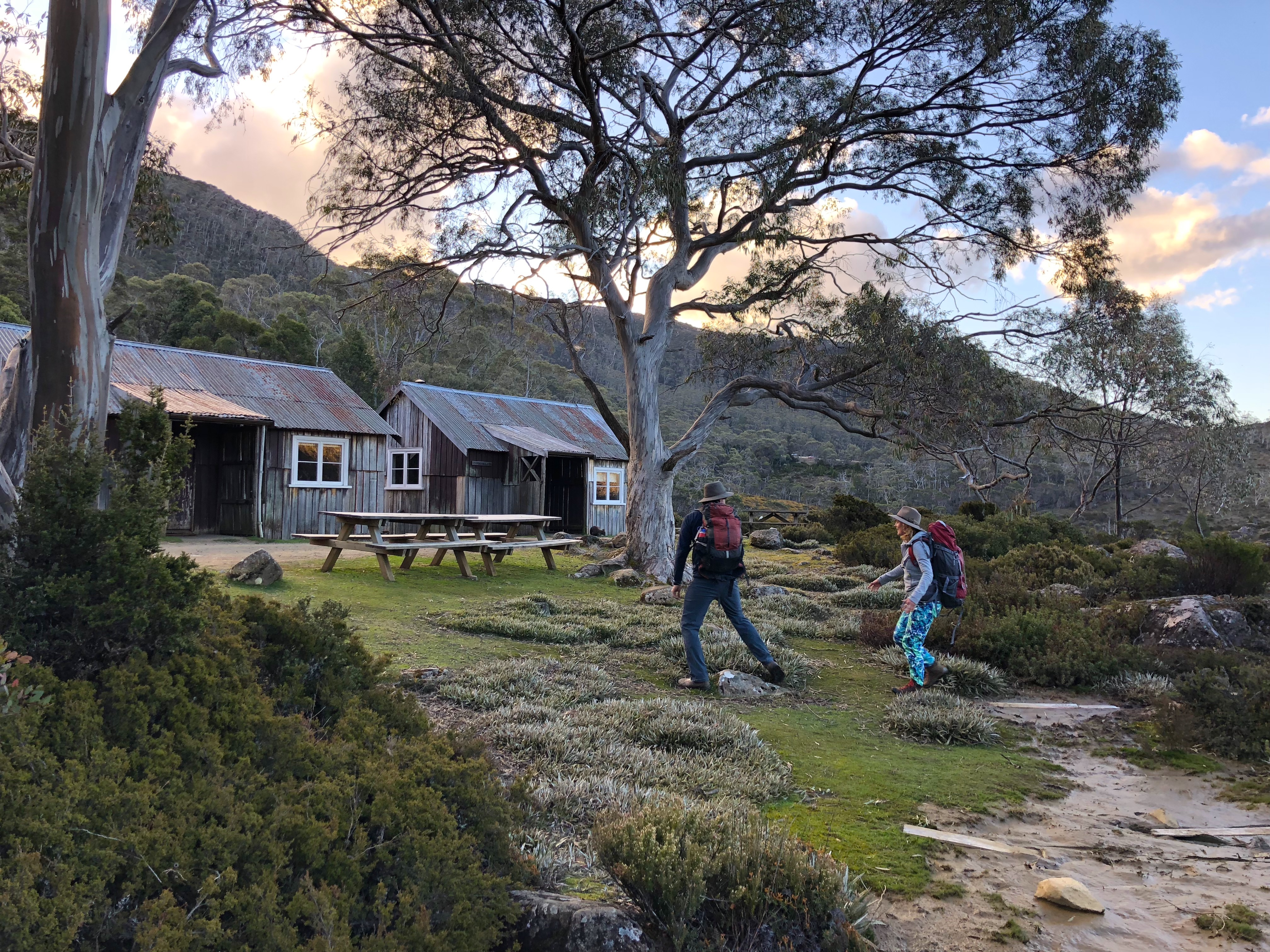
Nienke de la Rive Box op Tasmanië.
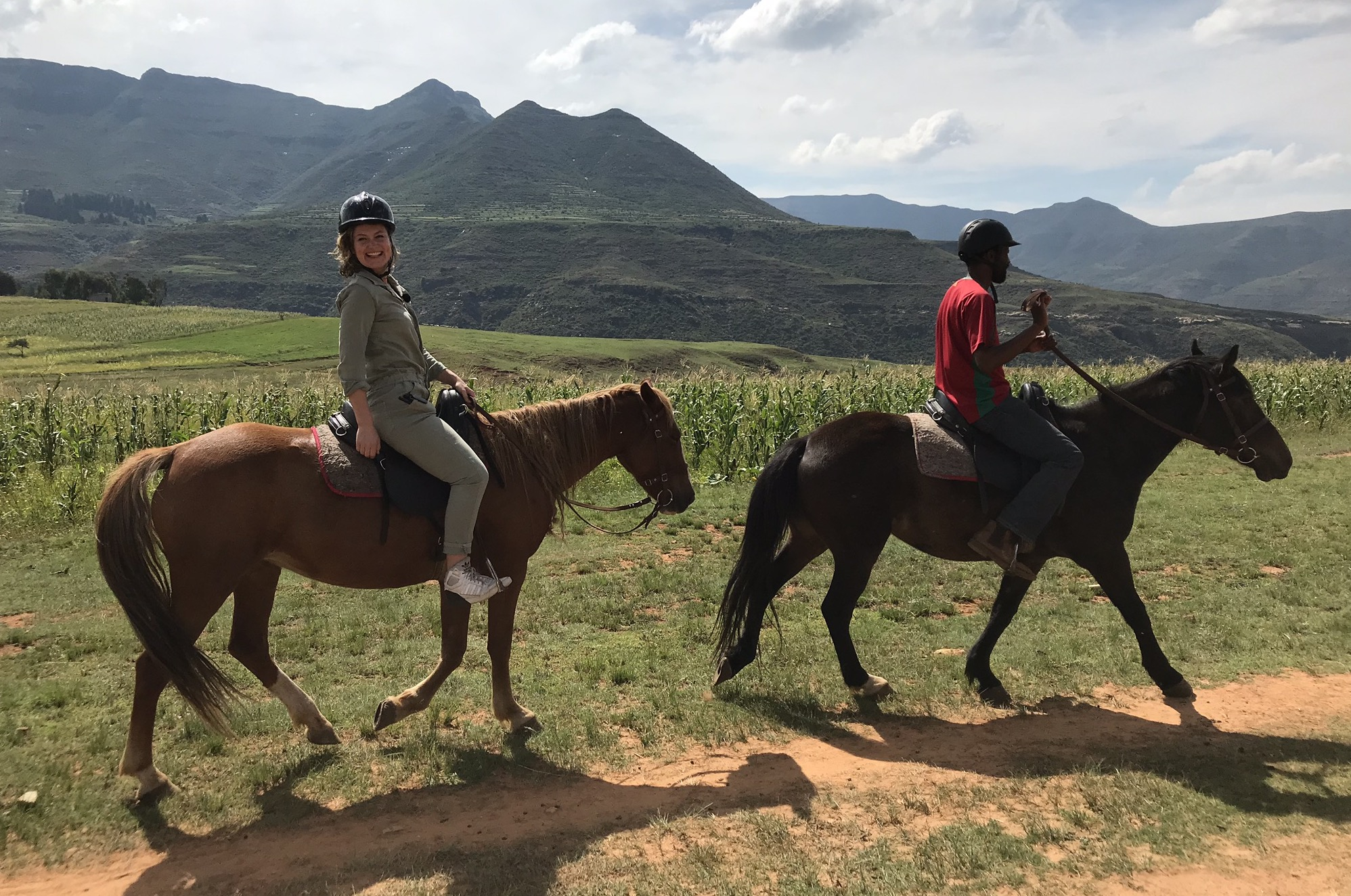
Nienke de la Rive Box in Lesotho
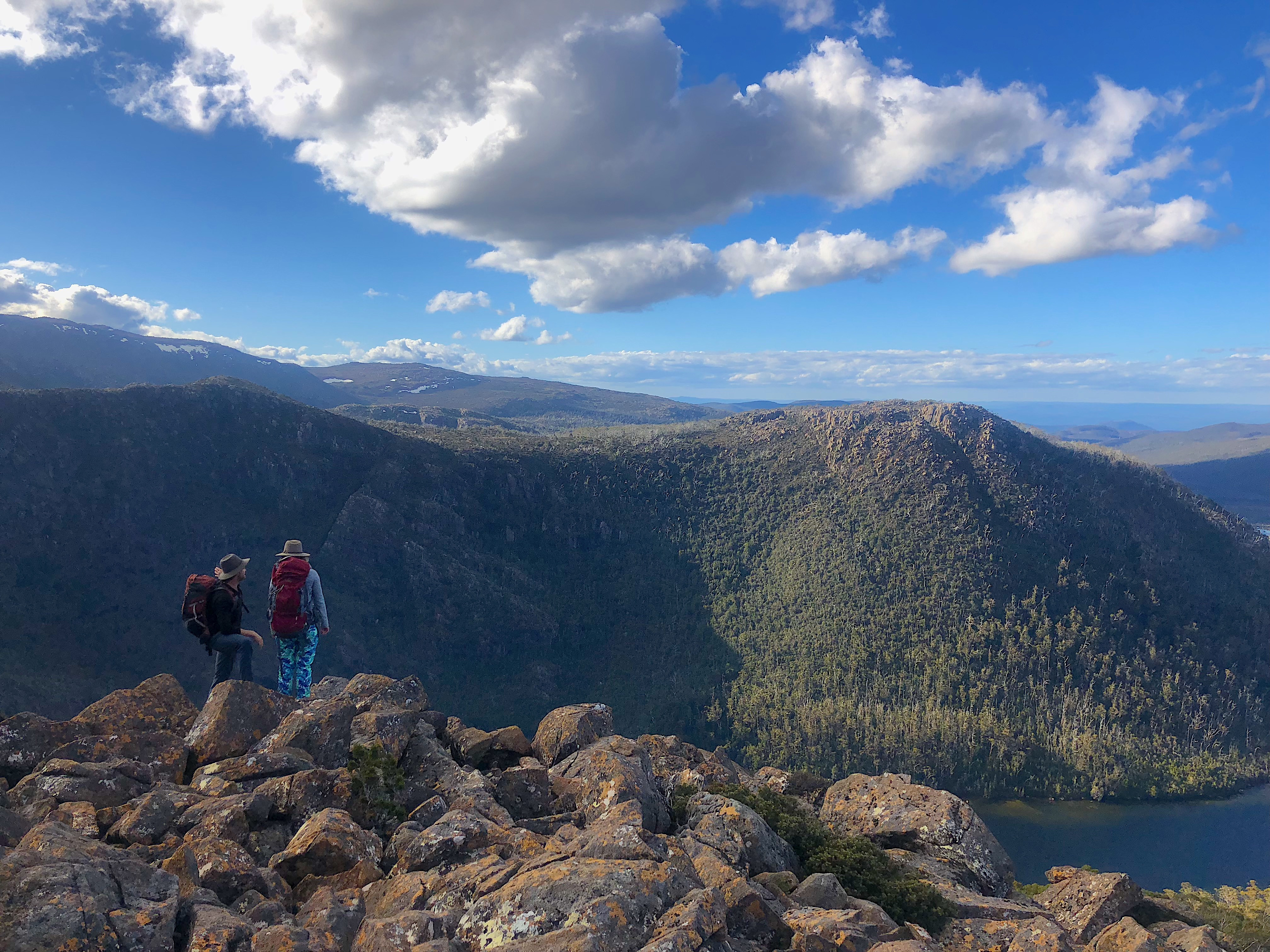
Nienke de la Rive Box op Tasmanië.
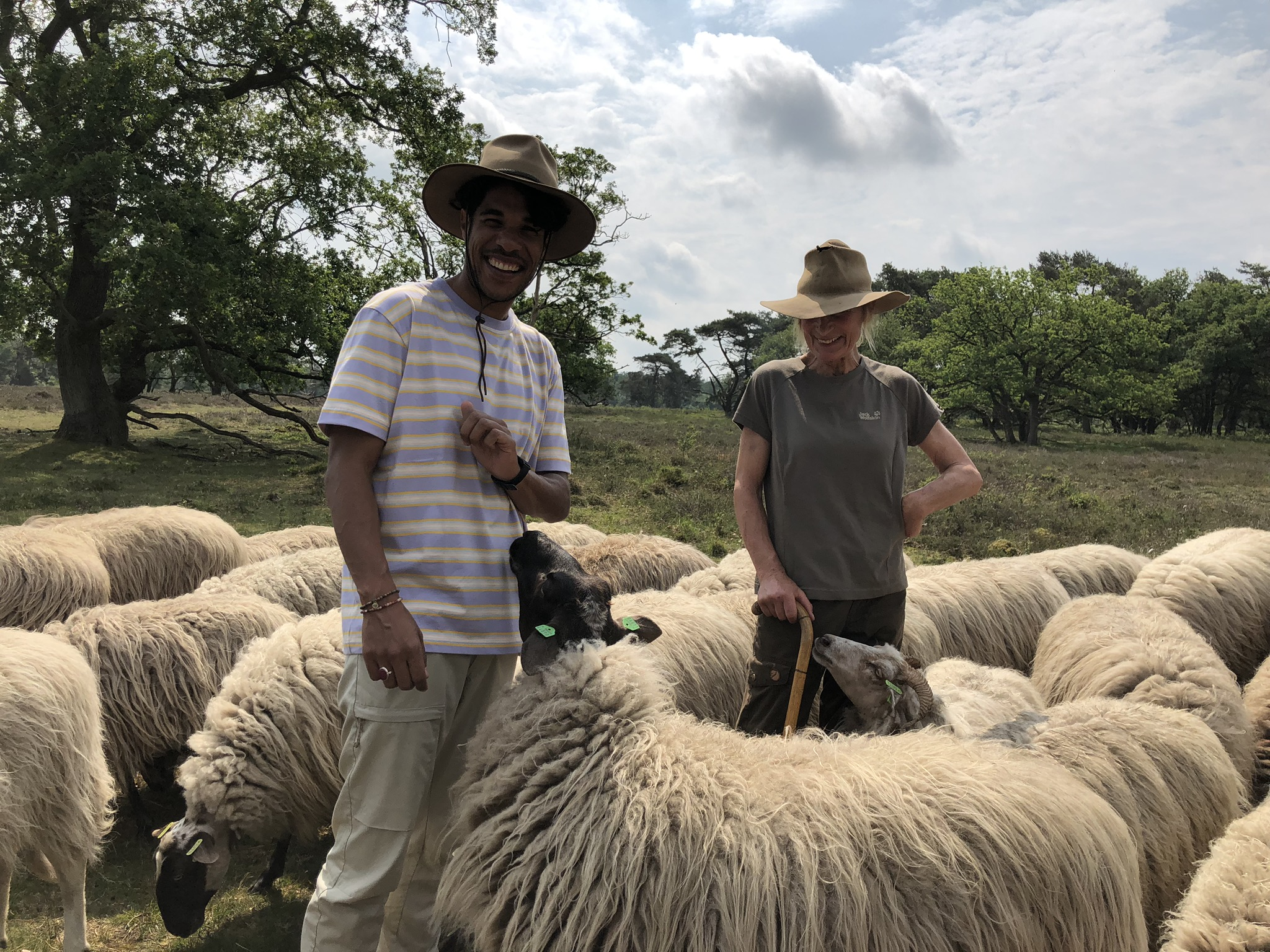
Maurice Lede in Drenthe.
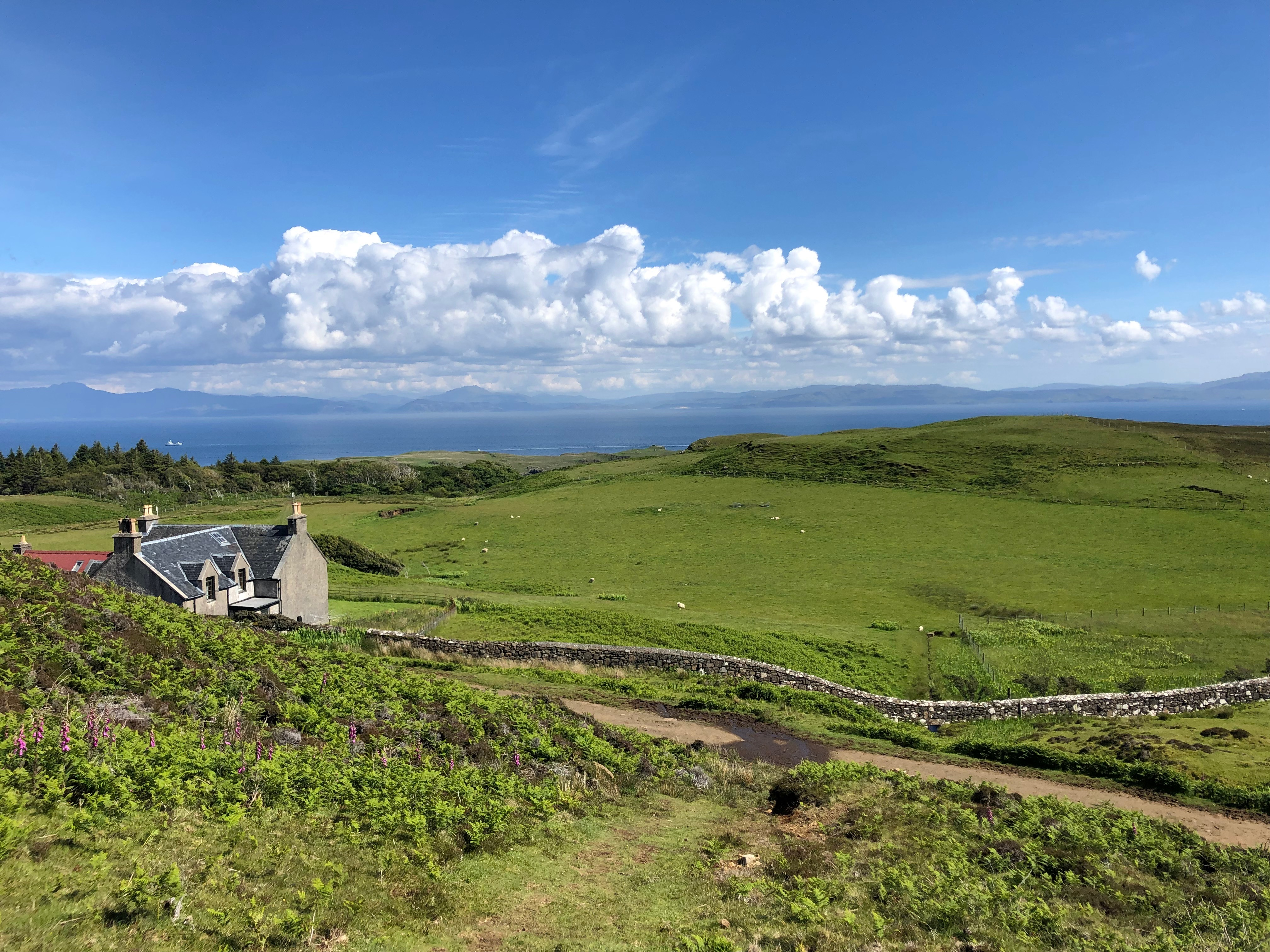
Isle of Egg.
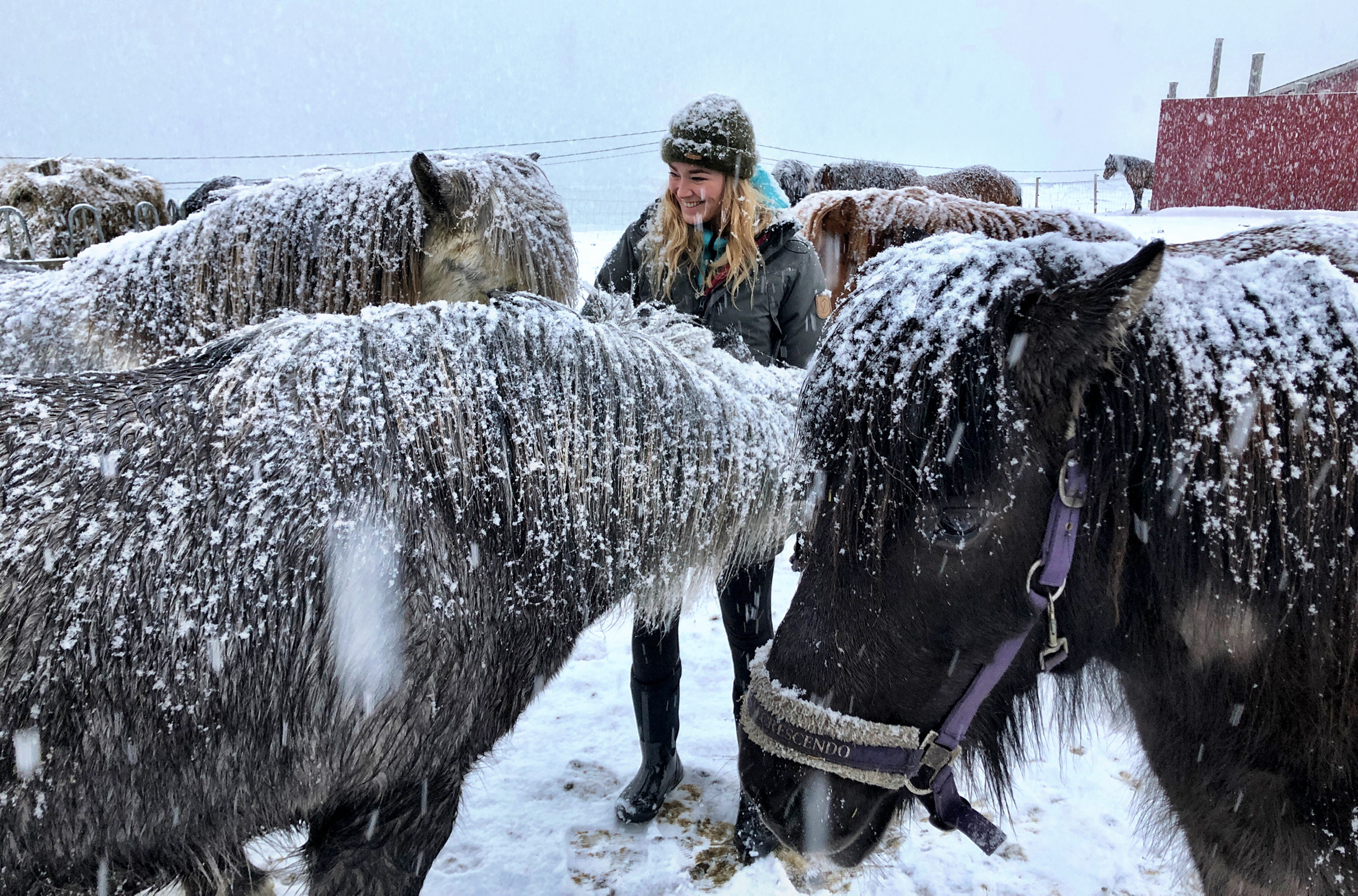
Geraldine Kemper op de Lofoten.
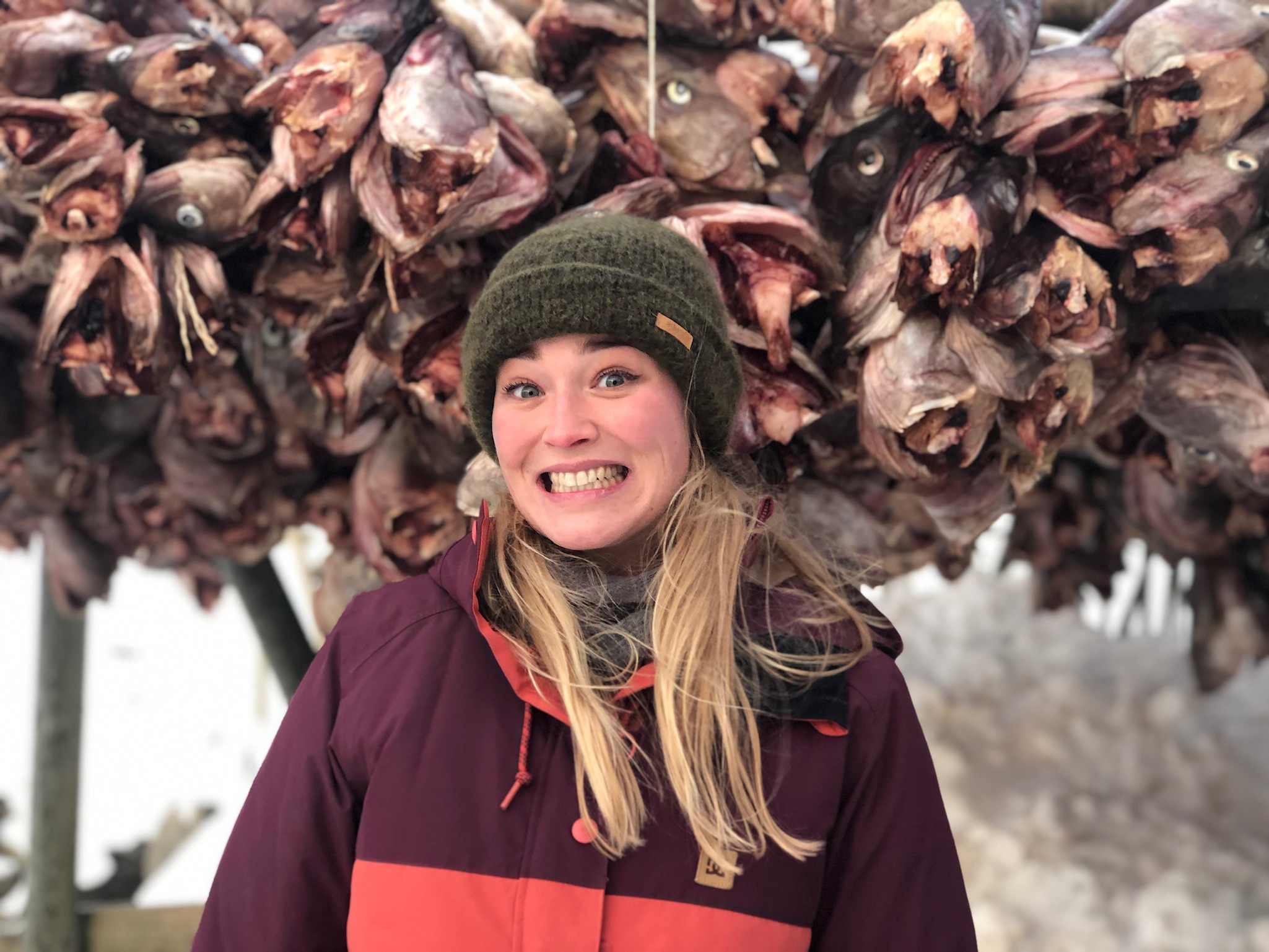
Geraldine op de Lofoten.
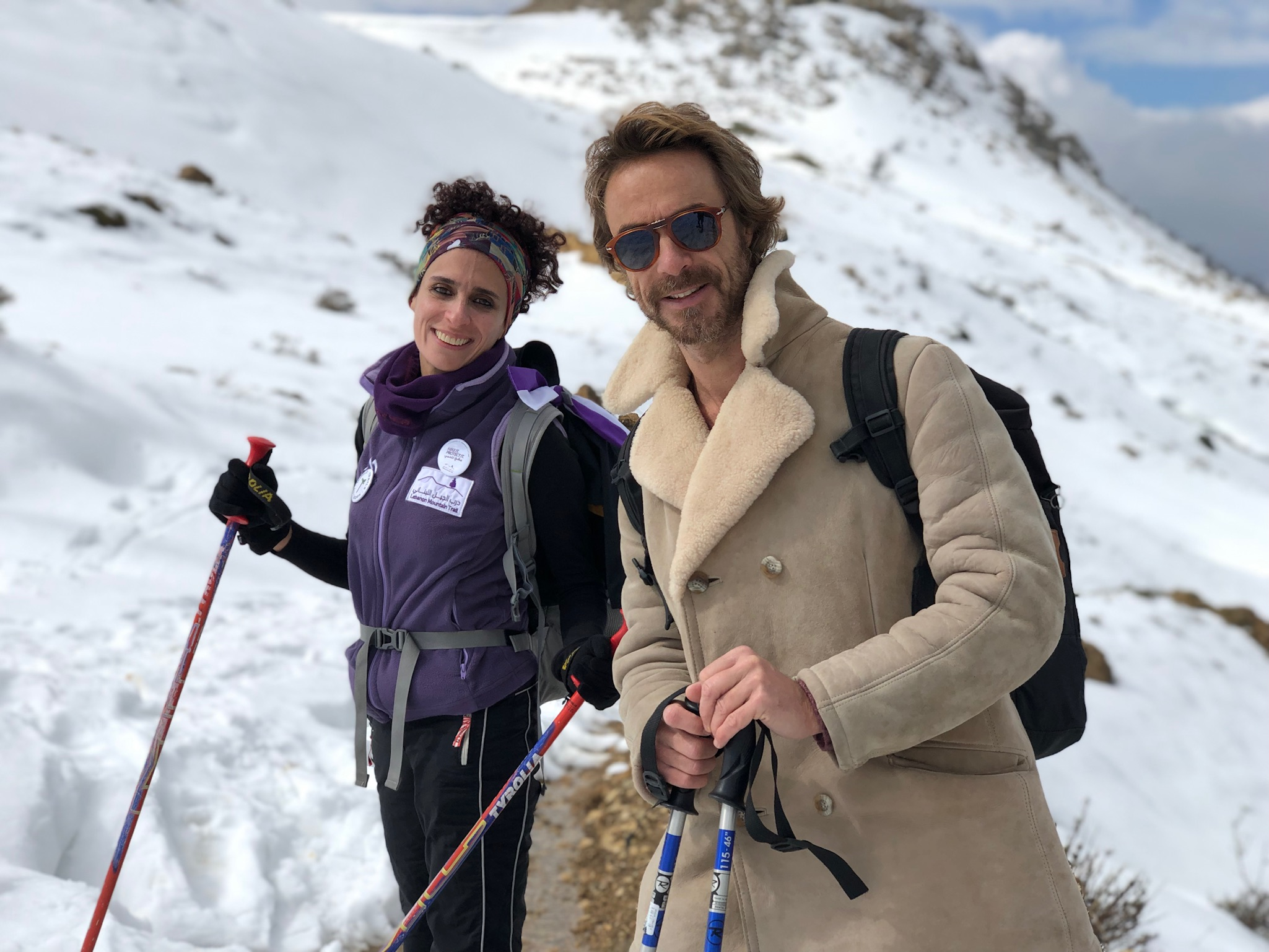
Chris Zegers tijdens de Libanon Mountain Trail.

3 op Reis ·
Afkicken ·
De allerslechtste echtgenoot van Nederland ·
Atletico Ananas ·
AVRO's Sterrenslag ·
Baby te huur ·
De Badgasten ·
De beste ·
Bitches ·
Bloed, Zweet en Luxeproblemen ·
Break Free · 
Cash Cab ·
Comedy Live ·
Costa! ·
Crazy 88 ·
Dennis en Valerio vs de rest ·
Dennis vs Valerio ·
Doe Maar Normaal ·
Egoland ·
Feuten ·
Finals ·
Floortje en de ambassadeurs · 
Floortje naar het einde van de wereld ·
Get Smarter in a Week ·
Golden Oldies ·
De Grote Donorshow ·
Hey DJ ·
Je zal het maar hebben ·
Je zal het maar zijn ·
Kannibalen ·
Katja vs Bridget ·
Katja vs De Rest ·
Kebab TV ·
De Klimaatpolitie ·
Lama gezocht ·
De Lama's ·
Lijst 0 ·
Loverboys ·
MaDiWoDoVrijdagshow ·
De Man met de Hamer ·
Mystery Party ·
De Nationale Eettest ·
De Nationale IQ Test ·
Neuken doe je zo! ·
De Nieuwste Show ·
Nu we er toch zijn ·
Onderweg naar Morgen ·
Over Mijn Lijk ·
Ranking the Stars ·
Rat van Fortuin ·
Ruben vs Geraldine ·
Ruben vs Katja ·
Ruben vs Sophie ·
Het schnitzelparadijs ·
De School ·
De slechtste chauffeur van Nederland ·
Sluipschutters ·
Smeris ·
De Social Club ·
Spuiten en Slikken ·
De Stalkshow ·
StartUp ·
Sterretje Gezocht ·
Stop in the Name of Love ·
Tessa ·
Tequila ·
Top of the Pops ·
Try Before You Die ·
Van God Los ·
Vier handen op één buik ·
VOC ·
Vrijdag op Maandag ·
Waar kan ik je 's nachts voor wakker maken? ·
Walhalla ·
Weg met BNN ·
De Zeven Zeeën